# Synagoga w Pszczewie
Synagoga w Pszczewie – synagoga znajdująca się w Pszczewie przy ulicy Międzyrzeckiej 2.
Synagoga została zbudowana w 1854 roku, kiedy to społeczność żydowska w mieście przekroczyła 10% ludności. Podczas II wojny światowej hitlerowcy zdewastowali synagogę. Po zakończeniu wojny budynek synagogi przebudowano na wozownię. Od początku lat 70. stoi opuszczona i popada w ruinę.
Murowany budynek synagogi wzniesiono na planie prostokąta w konstrukcji szachulcowej, gdzie elewacja północna była odeskowaną i pozostałe otynkowane. We wnętrzu zachowały się fragmenty boazerii w dawnym babińcu, umieszczonym nad przedsionkiem.